# 闵鸿昌
闵鸿昌（1940年9月—2023年1月3日），男，陕西汉中人，中国男高音歌唱家，中国歌舞团一级演员，享受国务院政府特殊津贴专家。